# Miss K8

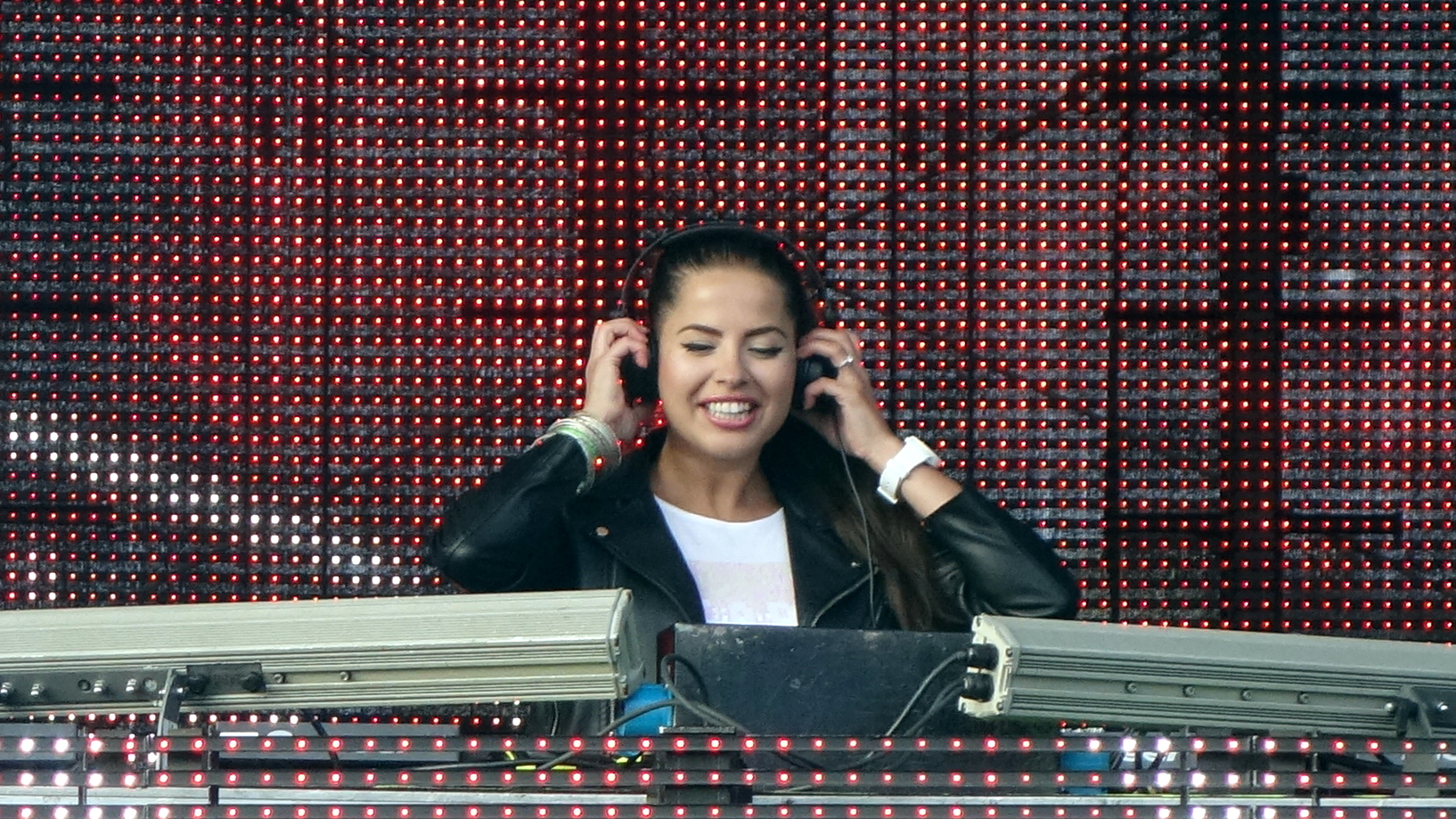
Miss K8 in Stockholm 2016

Miss K8 (* 18. Juni 1987 in Kiew, bürgerlich Kateryna Kremko, ukrainisch Катерина Кремко) ist eine ukrainische Hardcore-Techno-DJ und Musikproduzentin aus Kiew. Heute legt sie weltweit auf Festivals der elektronischen Tanzmusik auf, beispielsweise auf der Defqon.1, der Syndicate oder Masters of Hardcore und gehört zu den bekanntesten Vertretern des Genres.

## Karriere
Kremko veröffentlichte im November 2011 zusammen mit Angerfist ihren ersten Track namens Bloodrush, der auf dessen Album Retaliate zu hören ist. Im Mai 2012 veröffentlichte sie in Zusammenarbeit mit Masters of Hardcore Records ihre erste Single Unforgettable. Ende desselben Jahres veröffentlichte sie gemeinsam mit Angerfist eine EP mit dem Namen Divide & Conquer. Ein Jahr später folgte mit Breathless die Veröffentlichung einer weiteren EP. 2014 komponierte sie zusammen mit MC Nolz die Hymne Metropolis of Massacre für das Dominator Festival.
Im Jahr 2015 wurde Miss K8 auf Platz 94 erstmals vom DJ MAG gelistet. Im Folgejahr wurde sie auf Platz 88 gewählt und 2017 wurde sie auf Platz 58 gewählt.
2019 wurde Kremko Mutter einer Tochter.

## Diskografie

### Singles & EPs
- 2012: Unforgettable
- 2012: Angerfist & Miss K8 – Divide & Conquer
- 2013: Breathless
- 2014: Miss K8 & MC Nolz – Metropolis Of Massacre
- 2014: Angerfist & Miss K8 – New World Order
- 2015: The Poison E.P.
- 2015: Radical Redemption & Miss K8 feat. MC Nolz – Scream
- 2017: St8ment
- 2018: Temper
- 2018: Out Of The Frame
- 2019: Miss K8 & Nolz – Elevate E.P.
- 2020: Miss K8 - Hardcore Generation
- 2023: Angerfist & Miss K8 - Breinbreker

### Alben
- 2016: Magnet
- 2022: Eclipse